# Felis
Felis és un gènere de mamífers carnívors inclòs dins de la subfamília Felinae de la família Felidae. Tradicionalment incloïa totes les espècies de felins vius, però actualment s'ha restringit a cinc espècies, entre elles el conegut gat domèstic, una forma del gat salvatge (Felis silvestris) que habita gran part d'Euràsia i Àfrica.
Estudis genètics indiquen que el gènere Felis evolucionà inicialment fa entre 8 i 10 milions d'anys, probablement a la regió mediterrània.

## Descripció, hàbitat i dieta
Els membres del gènere Felis són de petita mida, tenen cues llargues i estan adaptats a la caça de petits animals, com rosegadors, aus i llangardaixos. Tot i la seva escassa especialització, aquesta és una de les branques més derivades dintre de l'arbre dels felins.
L'espècie més petita d'aquest gènere és el gat de la sorra, que pot mesurar menys de 40 centímetres de longitud, mentre que la més gran és el gat de la jungla, que pot arribar als 94 centímetres.
Aquests felins viuen en diferents hàbitats, que van des de pantans a desert, i generalment s'alimenten de petits rosegadors, suplementant la seva dieta amb ocell i altres petits animals, en funció del seu entorn local.

## Taxonomia

El gat de peus negres de Sud-àfrica

- Gat del desert xinès, Felis bieti (Milne-Edwards, 1892)
- Gat de la jungla, Felis chaus (Schreber, 1777)
- Gat salvatge africà, Felis lybica
- Gat de la sorra, Felis margarita (Loche, 1858)
- Gat de peus negres, Felis nigripes (Burchell, 1824)
- Gat de Pallas, Felis manul (Pallas, 1776)
- Gat salvatge, Felis silvestris (Schreber, 1775)
  - Subespècies asiàtiques, Felis silvestris gr. ornata
  - Subespècies europees, Felis silvestris gr. silvestris
  - Gat domèstic, Felis silvestris catus (Linnaeus, 1758)
- †Felis lunensis (Martelli, 1906)

La classificació de la família Felidae ha patit molts canvis al llarg dels anys, havent estat gairebé totes les espècies classificades dins del gènere Felis en algun moment.
El gènere Felis va contenir la majoria de petits felins, i de vegades un gran nombre d'espècies. El 1951, el zoòleg Reginald Innes Pocock va identificar quaranta tàxons descrits com espècies, com a subespècies de l'espècie Felis silvestris, reduint enormement la mida del gènere. Actualment, poques d'aquestes subespècies són reconegudes com a diferents, mentre que la majoria d'espècie de petits felins han estat separades, col·locant-les en el seu propi gènere, com els gèneres Leopardus i Puma.
El gat de Pallas té una historial taxonòmic especialment complicat. El gènere fou dividit en molts petits gèneres, donant lloc a la reclassificació del gat de Pallas dins del seu propi gènere, el gènere Otocolobus. No obstant això, a finals del segle XX fou considerada una espècie estretament relacionada amb la resta d'espècies del gènere Felis i va classificada en consequencia dins seu. Finalment, recents investigacions han mostrat que el gat de Pallas està estretament relacionat amb els gèneres Felis i Prionailurus. Com a resultat, el gènere Otocolobus ha ressorgit i el gat de Pallas ha tornat a ser reclassificat.